# Kemnitz (Nuthe-Urstromtal)
Kemnitz è una frazione del comune tedesco di Nuthe-Urstromtal.

## Storia
Già comune autonomo, il 20 settembre 1993 Kemnitz entrò a far parte insieme ad altri 20 comuni del nuovo comune di Nuthe-Urstromtal.

## Monumenti e luoghi d’interesse
Chiesa (Dorfkirche)Costruzione in pietra di origine medievale, con una torre di facciata sul lato occidentale, eretta nel 1739.
Corte agricola (Hof)Complesso risalente al XVIII secolo, con magazzino (“Nuthe-Nieplitz-Haus”) con struttura a graticcio.